# Zubrîțea, Turka
Zubrîțea (în ucraineană Зубриця) este un sat în comuna Holovske din raionul Turka, regiunea Liov, Ucraina.

## Demografie
Componența lingvistică a localității Zubrîțea
     Ucraineană (100%)
Conform recensământului din 2001, toată populația localității Zubrîțea era vorbitoare de ucraineană (100%).